# José Luis Martínez-Almeida
José Luis Martínez-Almeida Navasqüés (Madrid, 17 de abril de 1975) es un abogado del Estado y político español, miembro del Partido Popular y alcalde de Madrid desde junio de 2019; fue portavoz nacional de dicho partido desde agosto del 2020 hasta febrero del 2022.

## Vida personal
Nacido en Madrid el 17 de abril de 1975. Es hijo de Rafael Martínez-Almeida y León y Castillo y de Ángela Navasqüés Cobián, presidenta de la Confederación Española de Antiguos Alumnos de la Enseñanza Católica durante años, de quien heredaría su interés por la política; sus dos abuelos fueron abogados del Estado, el paterno, Pablo Martínez-Almeida y Nacarino perteneció al Consejo Privado del Conde de Barcelona, el materno, José Luis Navasqüés, era dueño de los Estudios Chamartín. Es el menor de seis hermanos.
El 6 de abril de 2024, contrajo matrimonio con Teresa Urquijo, nieta de la princesa Teresa de Borbón-Dos Sicilias y Borbón-Parma. El 3 de julio de 2025 nació el primer hijo de la pareja, Lucas.

## Estudios y profesión
Realizó sus estudios en el Colegio Retamar de Pozuelo de Alarcón, perteneciente a la prelatura de la Santa Cruz y del Opus Dei. Afiliado desde que tenía dieciocho años al Partido Popular, se licenció en derecho en el ICADE (Universidad Pontificia Comillas) en 1998. En el año 2001 ingresó por oposición en el Cuerpo de Abogados del Estado, ejerciendo en Gerona (2001-2002), Toledo (2002-2003) y Madrid, en el Tribunal Superior de Justicia (2003-2007).

## Trayectoria política
Declarado aguirrista, ejerció de director general de Patrimonio Histórico de la Comunidad de Madrid (2007-2011), para posteriormente ser secretario del Consejo de Gobierno de la Comunidad de Madrid (2011-2013) presidido por Esperanza Aguirre. En 2013 deja a petición propia el cargo y se incorpora a la Secretaría General y del Consejo de la empresa pública SEPIDES (Sociedad Estatal de Participaciones Industriales y Desarrollo Empresarial) como secretario de la división jurídica hasta 2015. En 2014 fue nombrado responsable jurídico de la Autoridad Independiente de Responsabilidad Fiscal (AIReF).
De cara a las elecciones municipales de 2015 fue incluido como candidato en el número 3 de la lista del PP encabezada por Esperanza Aguirre. En 2017 fue elegido para suceder a Aguirre como portavoz del Grupo Municipal Popular en el pleno del Ayuntamiento de Madrid en detrimento de las aspiraciones de Íñigo Henríquez de Luna, concejal también aguirrista, considerado entonces el sucesor «natural» de esta. Sus intervenciones como líder de la oposición le ganaron cierta fama.
En julio de 2018 fue incluido en el Comité Ejecutivo Nacional del PP constituido tras la llegada a la presidencia del partido de Pablo Casado, en la responsabilidad de secretario de Participación.

### Alcalde de Madrid (2019-act.)

#### Primer mandato (2019-2023)

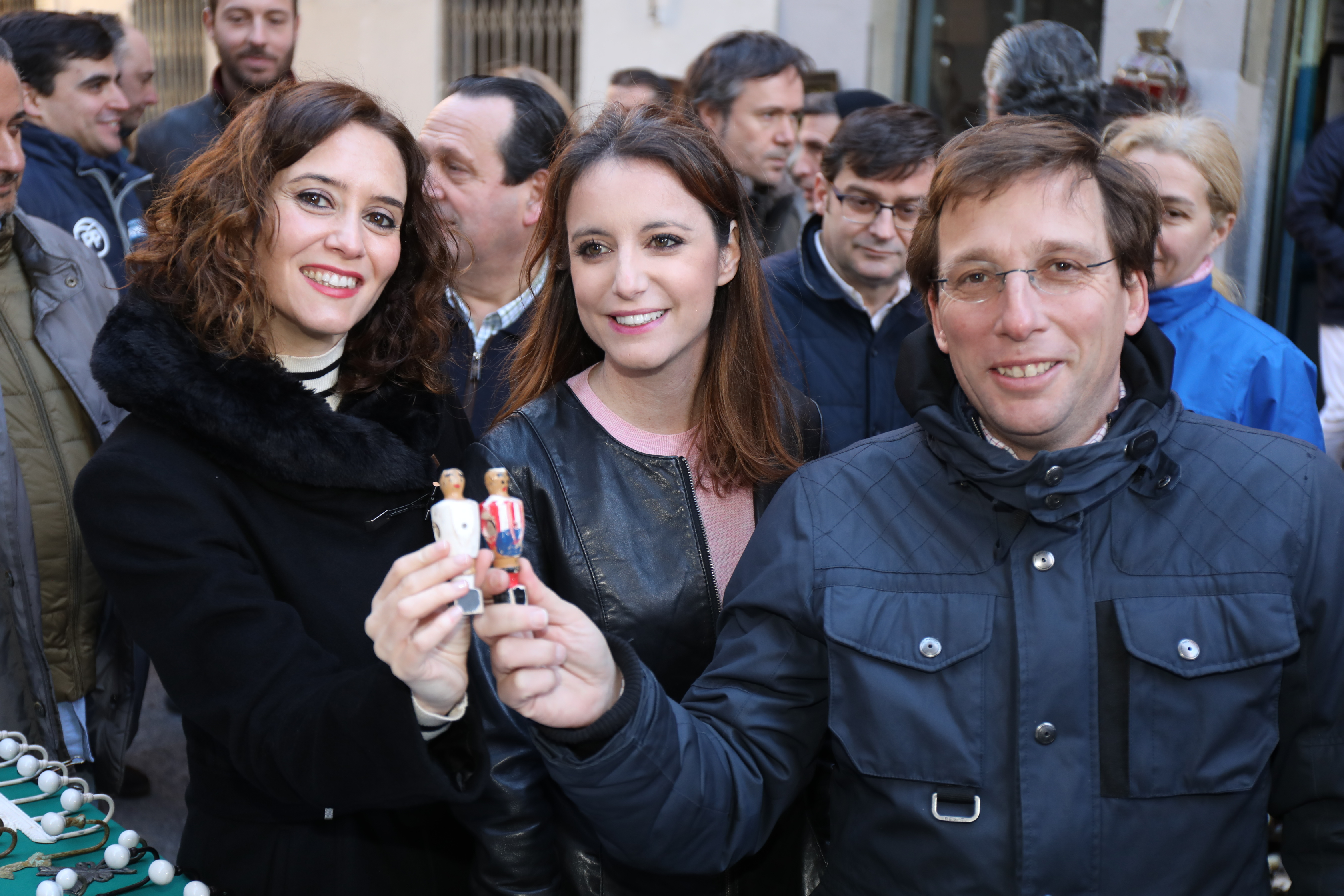
Isabel Díaz Ayuso junto a José Luís Martínez-Almeida y Andrea Levy Soler realizan un paseo por El Rastro de Madrid

En enero de 2019 se conoció la decisión de Pablo Casado de seleccionar a Martínez-Almeida como aspirante del PP a la alcaldía de Madrid. Siendo cabeza de lista de la candidatura del PP en las elecciones municipales del 26 de mayo, resultó elegido concejal. Tras alcanzar el PP un acuerdo de investidura en coalición con Ciudadanos y con el apoyo de Vox, Martínez-Almeida fue investido alcalde de Madrid el 15 de junio de 2019, durante la sesión constitutiva de la nueva corporación municipal.

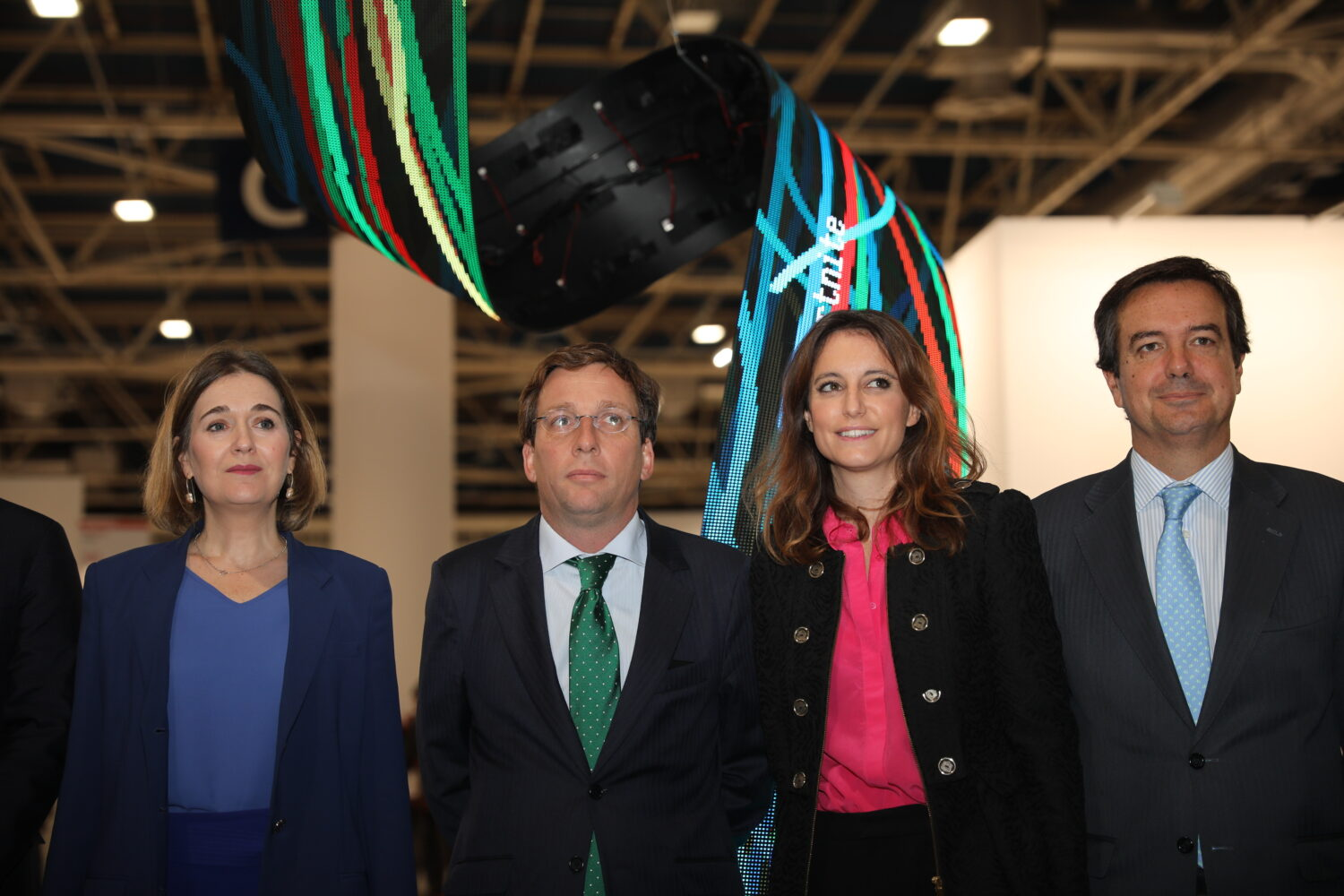
Andrea Levy Soler, el alcalde de Madrid José Luis Martínez-Almeida y la consejera Marta Rivera de la Cruz

##### Madrid Central
En campaña electoral, José Luis Martínez-Almeida propuso deshacer una de las medidas estrella de la anterior administración municipal, la zona de bajas emisiones Madrid Central. Siguiendo su promesa electoral, el 1 de julio suspendió el sistema durante tres meses, dejando de multar las infracciones. Grupos ecologistas como Greenpeace cortaron carreteras como signo de protesta. Una semana después un tribunal de Madrid reinstauró las multas, reactivando así el control de bajas emisiones a la espera de nuevas propuestas del pleno del Ayuntamiento de Madrid. Después de más de un año de batalla judicial, en julio de 2020, una sentencia judicial declaró Madrid Central ilegal, pero el gobierno municipal mantuvo las multas. Por tanto, daba la razón a la parte denunciante, el Partido Popular, de José Luis Martínez-Almeida, cuando estaba en la oposición, que se había opuesto fuertemente a la medida desde el principio y prometía derogarla en su programa y campaña electoral. José Luis Martínez-Almeida, después convertido en alcalde, aseguró en julio de 2020 que devolvería el dinero recaudado por la medida, pero finalmente se dispuso a cambiar la normativa para mantener la zona de bajas emisiones con otro nombre, Distrito Centro, y la única modificación de que equipara a los 15 000 comerciantes del área a los residentes y retrasa un año la limitación de acceso a los vehículos de mercancías con distintivo ambiental B y más de 3500 kilos de peso. Esto contradice lo que prometía cuando estaba en la oposición, cuando afirmaba que «ha perjudicado al comercio y no ha mejorado la calidad del aire». Cambiar la cartelería de Madrid Central se estima en 185 000 euros, según el borrador de la nueva normativa elaborada por el Ayuntamiento de Madrid y que entra en vigor en septiembre de 2021 con 2 meses de prueba sin multas.

##### Soterramiento de la M-30 en la zona del estadio Vicente Calderón
Almeida prometió en la campaña electoral soterrar la M-30 a su paso por el solar que dejó el estadio Vicente Calderón tras su demolición, para continuar así el proyecto de Madrid Río tal y como se planteó en un primer momento. Almeida y todos los concejales del Partido Popular se abstuvieron en la aprobación del proyecto de la anterior alcaldesa, Manuela Carmena, que apostaba por simplemente cubrirla, para no paralizarlo, pero reprendieron fuertemente el hecho que la M-30 se cubriese y no se soterrase. Finalmente, cuando Almeida llegó a la alcaldía, no cambió el proyecto de cubrición y descartó soterrar el tramo.

##### Destrucción de placas en recuerdo a los represaliados por el Franquismo
Tras su llegada al cargo en 2019, José Luis Martínez-Almeida ordenó la retirada del monumento conmemorativo dedicado a las víctimas de la guerra civil española en el cementerio de La Almudena iniciado por el anterior gobierno municipal de Manuela Carmena, cuando le faltaba poco tiempo para ser terminado, y que incluía placas con los nombres de casi 3000 personas represaliadas por el Franquismo entre 1939 y 1944. En noviembre de 2020, se procedió a la destrucción de las lápidas con los nombres de las víctimas, lo que fue calificado por la Plataforma en Defensa del Memorial del Cementerio del Este como una «humillación de las víctimas del Franquismo en Madrid».
El Ayuntamiento del PP justificó esta acción alegando que el espacio conmemorativo no cumplía con las recomendaciones del Comisionado de Memoria Histórica, que sugería un reconocimiento imparcial a las víctimas de ambos bandos sin distinguir entre ellas. En su lugar, se optó por una inscripción general que decía: «El pueblo de Madrid, a todos los madrileños que entre 1936 y 1944 sufrieron la violencia por razones políticas e ideológicas y por sus creencias religiosas. Paz, piedad y perdón».
Esta decisión generó una fuerte oposición por parte de asociaciones de memoria histórica y familiares de las víctimas, que consideraron que la retirada de las placas representaba una forma de olvido y una falta de respeto hacia los represaliados. La Fiscalía General del Estado remitió a la Fiscalía de Madrid una denuncia presentada por una asociación de memoria histórica, en la que se acusaba al Ayuntamiento de posible prevaricación por el desmantelamiento del monumento.

##### Gestión de la pandemia de COVID-19
En la crisis sanitaria del COVID-19 recibió el apoyo de todos los grupos municipales del pleno del Ayuntamiento de Madrid. Su gestión contribuyó a su notoriedad y prestigio públicos. En el momento de restaurar la normalidad fue el primer político español en llegar a acuerdos de reconstrucción con la oposición.
En agosto de 2020, Casado le nombró portavoz nacional del Partido Popular, cargo en el que se mantuvo hasta su dimisión en febrero de 2022.

###### Escándalo de las mascarillas
En abril de 2022, salió a la luz que su Gobierno se vio involucrado en un escándalo por adjudicar varios contratos a empresas que gestionaban el aristócrata Luis Medina Abascal, hijo de Naty Abascal y del duque de Feria, y un socio de este, Alberto Javier Luceño Cerón. Ambos ofrecieron material sanitario al consistorio madrileño, incluyendo mascarillas, guantes y test rápidos, a precios inflados y con comisiones ocultas. El Ayuntamiento pagó aproximadamente 11 millones de euros por estos suministros, de los cuales Medina y Luceño se habían embolsado cerca de 6 millones en comisiones, Fiscalía Anticorrupción.
Luis Medina, aprovechando su condición de figura pública y su conexión con un familiar del alcalde José Luis Martínez-Almeida, facilitó el contacto entre Luceño y el Ayuntamiento. Según las investigaciones, Medina recibió un millón de euros por su intermediación, mientras que Luceño obtuvo más de cinco millones.
Durante el juicio, Medina admitió que no informó al Ayuntamiento sobre las comisiones que cobraría, argumentando que no tenía la obligación de hacerlo y que nadie se lo preguntó.
Tras el juicio, la Audiencia de Madrid les absolvió por estafa agravada al Ayuntamiento, pero condenó a Luceño por delito fiscal, por haber creado una sociedad con el propósito de evadir impuestos, y por falsedad documental, al haber fabricado un carnet del CNI, entre otros documentos.

##### BiciMAD
En 2020, los operarios del servicio denunciaban que no dan abasto para mantener las bicicletas, con menos plantilla, más estaciones y más demanda. Desde la llegada a la alcaldía de José Luis Martínez-Almeida en junio de 2019, las incidencias aumentaron considerablemente y la disponibilidad de bicicletas bajó enormemente.
En 2022, el gobierno de José Luis Martínez-Almeida anunciaba la inversión de 48,8 millones de euros, de los que 30 corresponden a los fondos europeos Next Generation EU, adjudicados por el Ministerio de Transportes, Movilidad y Agenda Urbana. Con ello se pretende extender el servicio a todos los distritos de la ciudad, así como su renovación integral, con una nueva App, nuevas bicicletas, nuevas tarifas y la renovación integral de todas las estaciones bases, durante un periodo de aproximadamente un año en el que deben convivir el nuevo y el viejo sistema, hasta completar la actualización el primer semestre de 2023, cuando el servicio contará con 611 estaciones base y 7500 bicicletas en los 21 distritos de la ciudad.

##### Privatización de aparcamientos públicos
Durante el mandado de José Luis Martínez‑Almeida, el Ayuntamiento de Madrid ha privatizado varios aparcamientos subterráneos que hasta entonces reportaban beneficios a la gestión pública. En la plaza del Carmen, junto a la Gran Vía, el Ayuntamiento privatizó un aparcamiento municipal que según estudios de técnicos podría haber generado unos 18 millones de euros para las arcas municipales a largo plazo, renunciando así a esos ingresos. Se privatizaron equipamientos rentables como los aparcamientos de Velázquez, Luna‑Tudescos y Santa Ana. Aunque generaban ingresos consistentes, fueron cedidos a empresas privadas que ahora gestionan esos espacios bajo concesiones, mientras la EMT retuvo solo los aparcamientos menos rentables. El aparcamiento de la plaza de las Cortes, junto al Congreso de los Diputados, fue adjudicado a la UTE Empark‑Edhinor, con ofertas para abonados residentes de apenas 1 € al mes. Un precio muy por debajo del mercado —entre 180 y 250 €/mes— lo que dificultó ingresos públicos significativos.
Almeida también promovió la construcción y concesión de dos aparcamientos subterráneos junto al estadio Santiago Bernabéu, y conectados a este mediante un túnel, para su explotación durante 40 años por parte del Real Madrid y otras empresas. Se estimaba una facturación total de unos 561,5 millones de euros, mientras que el Ayuntamiento recibiría apenas un canon anual muy bajo —150 000 €— que subiría un 1 % cada año. Sin embargo, en mayo de 2024, un juzgado contencioso‑administrativo anuló esa concesión al considerar que no justificaba interés público, beneficiaba al club privado y incumplía el planeamiento urbanístico. En septiembre de 2024, ese mismo tribunal ordenó la suspensión de las obras de los parkings para evitar daños irreversibles mientras se resuelve el litigio, debido a la tala de árboles, aumento de tráfico y contaminación asociados al proyecto.

##### Calle 30 Natura
El Ayuntamiento de Madrid de José Luis Martínez-Almeida lanzó en 2023 un proyecto piloto de instalación de jardines verticales en los laterales de la M-30, llamado Calle 30 Natura. Se realizó en 400 m de esta vía entre las glorietas de Mariano Salvador Maella y de Nueva Zelanda con una inversión de 3,8 millones de euros. El proyecto tiene por objetivo reducir las emisiones de CO2, amortiguar el efecto isla de calor, reverdecer la ciudad, luchar contra los grafitis no autorizados y hacer el trayecto más agradable a la vista. La instalación cuenta con sensores para conocer el impacto de la infraestructura en el entorno urbano y la contaminación, así como comparar los datos de CO, CO2, NO, NO2 y PM con los de otras áreas.

#### Segundo mandato (2023-act.)
Fue reelegido como candidato del PP a la alcaldía de Madrid de cara a las elecciones municipales del 28 de mayo de 2023. En dichas elecciones el PP consigue pasar de 15 concejales a 29, el número justo para la mayoría absoluta en el pleno del Ayuntamiento de Madrid (57 concejales). Supone el mejor resultado electoral del PP desde las elecciones de 2011. Almeida conformó su nuevo gobierno el 17 de junio, el cual será del PP en solitario, sin necesitar de ninguna otra formación.

##### Carril bici del paseo de la Castellana
En diciembre de 2019, Vox elevó al Pleno del Ayuntamiento de Madrid una propuesta para que se construyera el carril bici del eje Prado-Recoletos-Castellana en ese mandato (2019-2023), una propuesta que fue aprobada por unanimidad con el apoyo del PSOE. Este carril bici forma parte de los Acuerdos de la Villa de 2020, suscritos por todos los partidos políticos con representación en el Pleno del Ayuntamiento, e incluido también en el programa electoral del Partido Popular (PP). A pesar de los compromisos previos, cuatro años y medio después, solo se ha completado el tramo entre Plaza de Castilla y Nuevos Ministerios. Este tramo no alcanzó las expectativas de contar con 4000 usuarios diarios ni de reducir el 10 % del tráfico, aunque su uso aumento un 27 % entre enero y julio de 2024. El delegado de Urbanismo, Medio Ambiente y Movilidad, Borja Carabante, aseguró en verano de 2024 que «cumplirán con los compromisos» y que el siguiente tramo, entre Nuevos Ministerios y la glorieta de Emilio Castelar, «está en redacción y una vez que se finalice la redacción y se apruebe el proyecto, se licitará la ejecución de ese segundo tramo». Pese a ello, 6 años después, todavía no había salido a licitación en verano de 2025 y la construcción está paralizada. Martínez Vidal, el concejal de Vox que denunció la paralización en la comisión del ramo, defendió que Madrid necesita más infraestructura para bicicletas, sin renunciar al vehículo privado y que el PP tiene la oportunidad de liderar en temas como el ecologismo y la movilidad sostenible, áreas en las que, según él, no debería prevalecer la ideología de izquierda.

##### Apuesta por el lujo
José Luis Martínez-Almeida ha sido uno de los grandes impulsores del modelo de ciudad orientado al lujo en Madrid desde su llegada a la alcaldía. En su primer mandato, ya subrayó públicamente la importancia de atraer «turismo de alta gama» en conferencias como la del Círculo Fortuny. Desde entonces, ha liderado políticas que facilitan la transformación de edificios de oficinas en hoteles de lujo, muchos de ellos ubicados en el centro de la capital. Ejemplos de estos nuevos establecimientos son el The Madrid Edition, en la antigua sede de la Monte de Piedad de Madrid de la plaza de las Descalzas, el Thompson, de Hyatt, que pagó la reforma de privatización del aparcamiento de la plaza del Carmen para asegurarse acceso directo desde el subsuelo, el UMusic que conectará tres edificios de la plaza de Canalejas, el Brach Madrid-Evok Collection en Gran Vía, 20, el Nobu Hotel en la calle de Alcalá, 26, el Meliá Collection en la calle de Atocha, 83, el Nômade People en Gran Vía 11, el Ocen Drive Madrid en el antiguo Real Cinema de la plaza de Ópera, el Radisson Collection en el edificio Generali de la calle de Alcalá o el del edificio Metrópolis.
Almeida también participa activamente en actos y reuniones con marcas hoteleras de alto nivel, y considera que eventos deportivos exclusivos, macroconciertos en el estadio Santiago Bernabéu o el Metropolitano y una oferta hotelera de élite son claves para atraer tanto turistas adinerados como nuevos residentes de gran poder adquisitivo. Sin embargo, este modelo enfrenta desafíos, como la quiebra del principal operador gastronómico de la Galería Canalejas o la baja ocupación del Four Seasons Hotel Madrid.
El alcalde aprobó en 2024 un plan para levantar viviendas de lujo en la calle de Velázquez, con pisos valorados en 13 millones de euros de media. Esta tendencia ha contribuido a disparar los precios en zonas como el distrito de Salamanca, donde encontrar pisos por menos de un millón es ya muy difícil. Este fenómeno, impulsado por la llegada de grandes fortunas latinoamericanas, ha llevado a que desde algunos sectores empiecen a denominar la zona como la «Nueva Miami». El Ayuntamiento también ha dado luz verde a talar 33 de los 55 árboles de un jardín protegido de la calle de Allendesalazar, en la zona de Arturo Soria, para construir pisos de lujo, también ha rebajado la protección de un edificio histórico de la calle Alcalá Galiano, en la zona de Chamberí, para doblar su edificabilidad y habilitar pisos que se alquilarán a precios de hasta 3400 euros mensuales. Asimismo, ha aprobado el derribo del centro comercial de La Ermita del Santo, junto a Madrid Río, para construir dos torres con 600 pisos de lujo.
Otra línea de actuación ha sido la de ceder 23 parcelas municipales en desuso de ocho distritos de Madrid a empresas de alquileres flex living para estancias de corta o media duración como el Bext Valdebebas de la calle de Emma Penella, 1, con 583 apartamentos, que incluso el Ayuntamiento de Madrid ha promocionado en sus redes sociales, o el del Ensanche de Vallecas, con estudios desde 957 euros, o pisos de una habitación por 1188 euros y de dos, a partir de 1395 euros, lo que ha sido criticado por priorizar el negocio privado en un mercado de la vivienda altamente tensionado en Madrid.
Isabel Díaz Ayuso, por su parte, defiende un modelo similar. En la Jornada de Sostenibilidad Hotelera de Lujo elogió su papel en el auge económico de Madrid y subrayó que este tipo de turismo «de buen gusto» traerá a personas ricas que «querrán vivir, trabajar y formar familia» en Madrid: «uno de nuestros mejores momentos gracias a estos hoteles de lujo. Han ayudado a Madrid a dar ese salto gracias a la calidad de los servicios que prestan». Su gobierno apoya esta línea también desde la política de vivienda, como demuestra el plan aprobado para pisos de 13 millones de euros en la calle de Velázquez, y desde el ámbito educativo, permitiendo centros privados exclusivos como el Brewster, abierto sin licencia en Chamberí, con cuotas de 6000 euros anuales de matrícula para alumnado de 3 a 4 años hasta los 22 344 euros el de último curso, entre 17 y 18 años.
El caso de The Library es uno de los ejemplos más ilustrativos del nuevo ecosistema de lujo que se está consolidando en Madrid y al que tanto Almeida como Ayuso están dando apoyo directo o indirecto. Se trata de un club privado para millonarios que abrió en 2024 en calle de Serrano, junto a la Puerta de Alcalá, donde una copa de champán puede llegar a costar 94 euros. Para entrar a su Wine Society, limitado a solo 90 socios, es necesario pagar una cuota de ingreso de 6000 euros, a lo que se suma la obligación de gastar al menos 20 000 euros anuales en vino.

##### Viviendas turísticas ilegales
Los partidos de la oposición en Madrid han acusado habitualmente a José Luis Martínez‑Almeida de no actuar contra los viviendas turísticas ilegales en Madrid. Según el Ministerio de Consumo, existen más de 15 200 pisos turísticos en situación irregular en Madrid, frente a apenas 1131 licencias concedidas por el Ayuntamiento.
Reyes Maroto, portavoz del PSOE en el Ayuntamiento de Madrid, señaló: «3565 pisos turísticos ilegales. El Gobierno se lo da todo hecho a Almeida: direcciones, pruebas y anuncios. ¿y el alcalde? No actúa. No escucha a los vecinos. No molesta a las plataformas. No toca ni una sanción». Por su parte, el ministro de Derechos Sociales, Consumo
y Agenda 2030, Pablo Bustinduy, instó a Almeida a «inspeccionarlos, sancionarlos y cerrarlos», afirmando que el equipo de gobierno municipal «ya no tiene excusas para no actuar».
Rita Maestre, de Más Madrid, acusó al alcalde de mirar «para otro lado» mientras la ciudad afronta una «situación de flagrante ilegalidad». En abril de 2025, presentó una denuncia ante la Fiscalía por posible delito de prevaricación, alegando que la falta deliberada de inspección y cierre de los pisos ilegales podría constituir un «consentimiento deliberado» a la ilegalidad.
José Luis Martínez-Almeida respondió que el Ayuntamiento ha identificado 1200 pisos con dirección y ha inspeccionado 400 de ellos, pero defendió que «los ayuntamientos somos el último eslabón» y que los procesos jurídico-administrativos a menudo se paralizan en los tribunales. Asimismo, defendió el Plan Reside, que contempla un aumento del 15 % de inspectores, suspensión de nuevas licencias en ciertas zonas y elevación de las multas. En respuesta, la oposición sostiene que las acciones municipales están por debajo de la magnitud real del problema, Más Madrid criticó la falta de inspectores suficientemente formados y dudó de la efectividad real del Plan Reside.
El 1 de julio de 2025 entró en vigor el registro único de alquier turístico del Gobierno estatal que obliga a registrar las viviendas turísticas con un código único de identificación para evitar la proliferación de viviendas turísticas ilegales y ayudar a reducir la presión de los precios del alquiler. Con ello, plataformas como Airbnb o Booking.com están obligadas a verificar que todo alojamiento cuente con este código y a retirar en 48 horas los anuncios de los que no lo posean. En este sentido, se constató, que 9 de cada 10 viviendas turísticas en Madrid carecían del permiso. A este respecto, la ministra de Vivienda y Agenda Urbana, Isabel Rodríguez García, calificó la situación de la vivienda turística en Madrid como «la ley de la selva» y pidió al alcalde de la capital que aplique el régimen sancionador que permite clausurar las viviendas turísticas ilegales: «en Madrid hemos observado una asimetría tremenda respecto al resto de España. Si en el resto de España la proporción es 75 % pisos turísticos y el 25 % alquileres temporales, en el caso de Madrid es a la inversa», a lo que el ministro de Consumo, Pablo Bustinduy, añadió: «Es aquí donde se pone en evidencia que no todos perseguimos los mismos fines y la pertinencia de que este Gobierno continúe para luchar contra los alojamientos turísticos ilegales y la garantía por el derecho a la vivienda». Martínez-Almeida consideró que este nuevo registro es «clave» para solucionar el problema de los pisos turísticos ilegales, que son cerca de 17 000 en Madrid, y añadió que las plataformas ya no tienen «excusa legal» y están «obligadas a publicar y anunciar únicamente aquellas viviendas que estén inscritas en el registro de la propiedad como vivienda de uso turístico», insistiendo en que es «fundamental porque estrangula la capacidad de oferta y la capacidad de anunciar ilegalmente que tienen estas plataformas».

## Distinciones y condecoraciones
- Gran Cruz de la Orden del Mérito de la República Italiana (2021).
- Socio de Honor de Km Solidarity (2021).[106]